# Сезонний пропуск (відеоігри)
Сезонний пропуск (або Сезонний абонемент, з англ. season pass) — це пакет знижок на поточній і майбутній вміст контенту завантаження (DLC) для відеоігор. Його назва походить від концепції сезонного квитка (проїзного в транспорті тощо) . Сама ідея, в свій час, викликала суперечки через те, що сезонний абонемент мало коли розголошує  свій вміст заздалегідь, а також через те, що деякі сезонні абонементи не містять усіх запланованих DLC, а деякі сезонні абонементи ігрова преса навіть називає шахрайством

## Концепція
Сезонний абонемент може бути придбаний разом з грою до її офіційного виходу, або може бути доступним лише після появи гри у продажах. Після придбання, гравець отримує увесь вміст, який був випущений на поточний день відповідно до сезонного абонемента, і має право на майбутній, анонсований контент. Багато сезонних абонементів визначають тип контенту, який отримають гравці, навіть якщо точний вміст ще може бути невідомим на той час.
Сезонні абонементи можуть охоплювати весь запланований вміст розширення для гри та представлятись разовою купівлею. В інших випадках сезонні абонементи охоплюють вміст гри протягом обмеженого періоду часу, в порядку кількох місяців чи років, що дозволяє розробнику продовжувати додавати ще більше вмісту, замість розробки абсолютно нового продукту, і заробляти на цьому. Наприклад Ubisoft, в грі Rainbow Six Siege, використовує щорічні сезонні абонементи, які надають гравцям, що їх купують, доступ до нових відтворюваних персонажів ("операторів"), ігровим мапам, зброї та режимів гри. Деякі з цих елементів можуть бути отримані гравцями без сезонного абонемента, використовуючи ігрові кредити, тоді як інший вміст залишається ексклюзивним для власників абонемента. Ubisoft вважав це кращим підходом до гравців, а не розробкою продовжень.  Аналогічно, Destiny 2 використовує щорічну модель абонемента, надаючи гравцям доступ до ексклюзивного контенту, що містить три розширення на рік.  Для деяких ігор з повторюваними сезонними абонементами, вміст із старих абонементів може бути інтегрованим в базову гру без додаткових витрат.

## Історія
Один із перших сезонних абонементів у відеоіграх використав видавець Rockstar Games для гри L.A. Noire у 2011 році. Трохи пізніше цю концепцію використали Warner Bros. Interactive Entertainment у відеогрі Mortal Kombat.  Видавець та розробник Electronic Arts випустив свій абонемент на спортивний сезон EA в серпні 2011 року.  До середини 2010-х сезонні абонементи стали поширеними в іграх класу AAA.  До кінця десятиліття сезонні абонементи продовжували пропонуватись для багатьох ігор, хоча деякі видавці почали відмовлятися від них на користь безкоштовного DLC через негативну рекламу, створену їхніми оголошенням незабаром після виходу. Щораз вища популярність лутбоксів також відіграла свою роль у зменшенні популярності сезонного абонемента, хоча ігрова преса припускала, що це може призвести до зменшення вмісту додаткового контенту для відеоігор після їх виходу .

## Критика
Сезонні абонементи критикують за те, що вони є антиспоживчими, оскільки психологічно тиснуть на клієнтів, примушуючи витрачати більше грошей. Також неможливо дізнатися, чи варто їх купувати, оскільки не можна переглянути їх попередній вміст, а знижки, які вони пропонують, іноді компенсуються неякісним контентом, який інакше гравець не купив би. Крім того, якщо гра погано продається на ринку, ціни DLC до неї можуть впасти швидше, ніж будь-яка знижка, яку отримали б люди, купуючи сезонний абонемент. 
Ендрю Райнер (Andrew Reiner) з Game Informer назвав деякі сезонні абонементи "аферами, що надходять від корпорацій спраглих на гроші", оскільки розкривається так мало інформації, що споживачі можуть потрапити під вплив тактики "приманки і перемикання", коли  для розробки ігрового контенту залучається ігрова студія низького рівня, або відбувається значна затримка випуску вмісту. 
GamesRadar+ критикував багатокористувацькі сезонні абонементи, які розколюють спільноти онлайн-ігор, натомість позитивно відзначив ігри з іншою моделлю, яка базувалась на косметичних DLC, а не на ігрових мапах, що потребують завантаження. Це такі ігри як For Honor та Titanfall 2. Shacknews розкритикував ряд ігор за те, що вони запропонували невтішні сезонні абонементи, згадуючи Evolve та Aliens: Colonial Marines. 